# Clastoptera maculipes
Clastoptera maculipes är en insektsart som beskrevs av Melichar 1915. Clastoptera maculipes ingår i släktet Clastoptera och familjen Clastopteridae. Inga underarter finns listade i Catalogue of Life.